# 소라치 지청

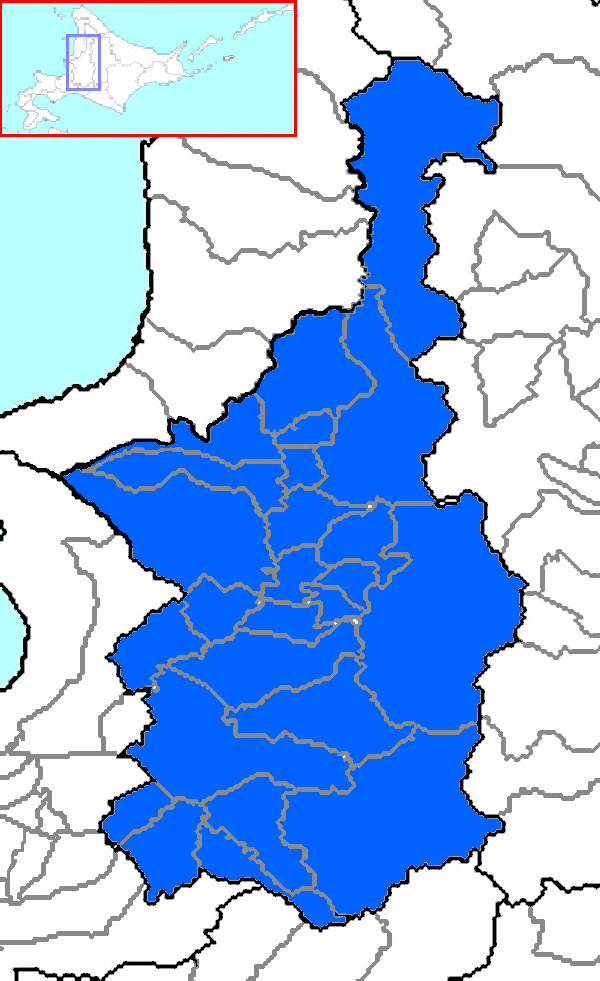
소라치 지청의 위치

소라치 지청(일본어: 空知支庁)은 예전에 존재했던 홋카이도의 지청이다. 지청명은 이시카리국 소라치 군에서 유래했고 지청 소재지는 이와미자와시이다. 2010년 4월 1일, 소라치 종합진흥국으로 개편되었다. 면적은 6,558.22km2이고, 인구는 2009년 3월 기준으로 365,563명이다.

## 역사
- 1897년 - 소라치 지청을 설치했다.
- 1899년 - 후라노 촌을 가미카와 지청에 이관했다.
- 2006년 3월 27일 - 이와미자와시에 구리사와 정, 기타 촌을 편입했다.
- 2010년 4월 1일 - 소라치 지청을 폐지, 소라치 종합진흥국이 발족했다. 구 소라치 지청에 속한 호로카나이 정이 가미카와 종합진흥국에 편입되었다.

## 인접한 지청

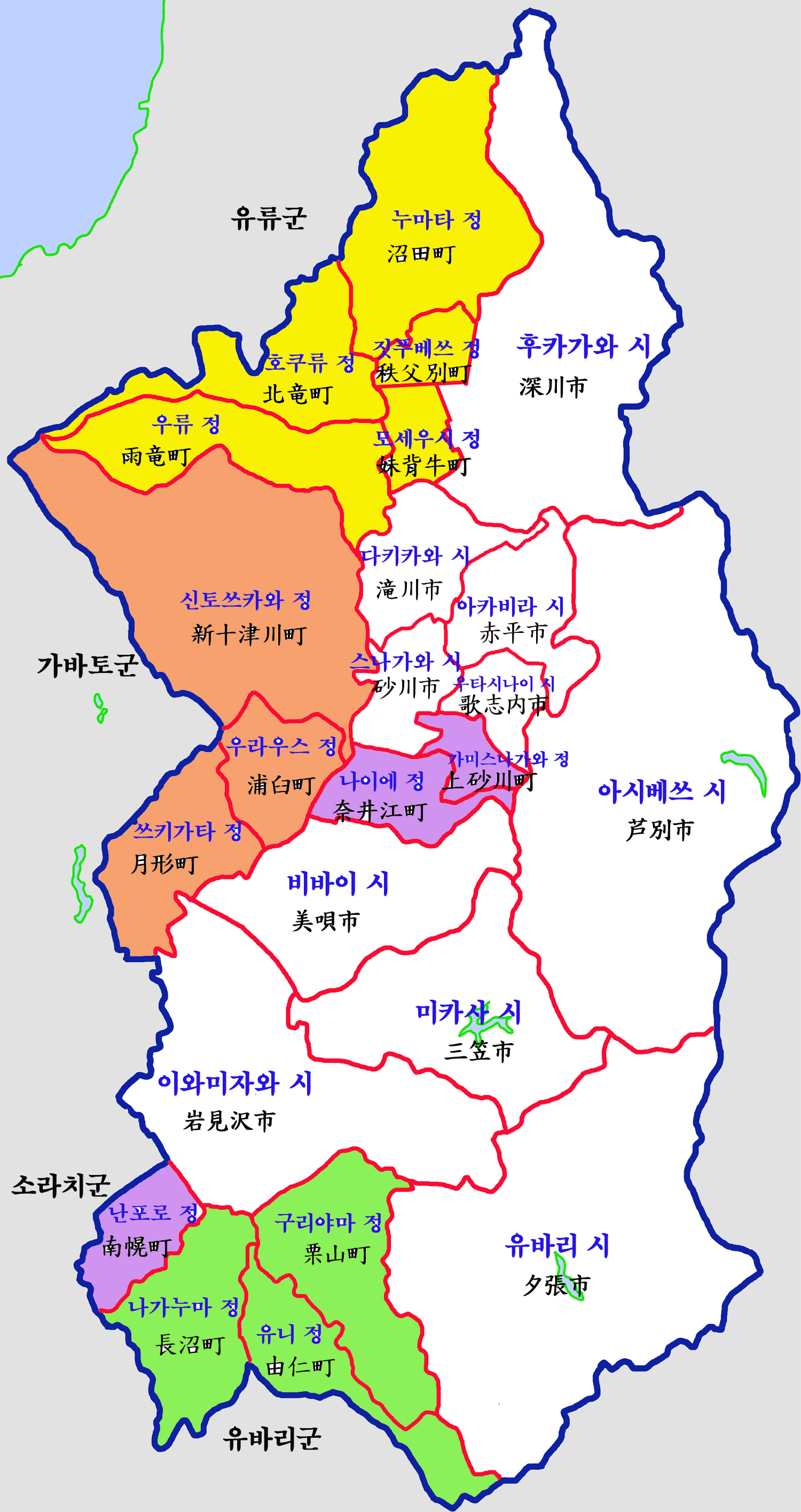
소라치 종합진흥국 행정구역

- 이시카리 지청
- 가미카와 지청
- 루모이 지청
- 이부리 지청

## 지역
- 이와미자와시
- 아카비라시
- 아시베쓰시
- 비바이시
- 후카가와시
- 미카사시
- 스나가와시
- 다키카와시
- 우타시나이시
- 유바리시
- 가바토 군 : 신토쓰카와정, 쓰키가타정, 우라우스정
- 소라치 군 : 가미스나가와정, 나이에정, 난포로정
- 우류 군 : 짓푸베쓰정, 호쿠류정, 호로카나이정, 모세우시정, 누마타정, 우류정
- 유바리 군 : 구리야마정, 나가누마정, 유니정